# Monastero di Lanzo
Monastero di Lanzo (Monasté 'd Lans in piemontese, Moutier in francoprovenzale) è un comune italiano di 327 abitanti della città metropolitana di Torino in Piemonte.

Si trova nelle Valli di Lanzo ed è un tranquillo luogo di villeggiatura.

## Storia
Sicuramente piccoli insediamenti umani erano già presenti in epoca preromana, come testimoniato dalla toponomastica e dalle incisioni rupestri. Sempre la toponomastica evidenzia l'utilizzo del territorio in epoca romana e poi in epoca longobarda. È però intorno all'anno Mille che si ha un maggiore sviluppo dei centri abitati che formano il borgo con la fondazione nel 991 di un piccolo priorato femminile di monache benedettine. Proprio a questo monastero, dedicato a santa Anastasia, dipendente dall'abbazia di San Mauro di Pulcherada che il luogo deve il nome. I benedettini daranno impulso alle coltivazioni ed allo sfruttamento delle risorse esistenti anche con la costruzione di muri a secco per terrazzare i pendii, con la creazione di una rete di sentieri che univa i centri abitati con i pascoli di alta quota. A testimonianza della presenza benedettina resta il bel campanile romanico (XII secolo) della parrocchiale di Monastero Capoluogo.

Nel Medioevo Monastero ha sempre seguito le sorti della Castellania di Lanzo, alla quale apparteneva. In quel periodo numerose furono le liti con i paesi confinanti, talvolta sfociate in vere e proprie battaglie, per il possesso dei territori degli alpeggi di alta quota, da sempre principale fonte di reddito per il comune. A partire dal XIII secolo circa, la "Comunità di Monastero" è menzionata in documenti sia civili che religiosi.
 
Nel 1724 viene eretto in feudo, col titolo di Contea, a favore dei Giriodi, Signori di Costigliole Saluzzo. Nel 1769, su istanza dei Baroni Chionio, Signori del luogo, viene eretta a Chiaves la Parrocchia di San Giovanni Evangelista. Il toponimo Chiaves sembra derivare dal ruolo riconosciuto alla zona quale "chiave del Canavese". Nel 1862 Monastero assunse l'attributo "di Lanzo" per evitare omonimie.
 
A partire dal 1880 si è verificato un progressivo spopolamento legato all'impoverirsi di un'economia locale basata prevalentemente sull'agricoltura, ma che negli ultimi anni ha potuto anche trovare un'importante risorsa nel turismo estivo.

### Simboli
Lo stemma e il gonfalone del comune di Monastero di Lanzo sono stati concessi con decreto del presidente della Repubblica del 1º aprile 1977.
Il gonfalone è un drappo partito di rosso e d’azzurro.

## Società

### Evoluzione demografica
Negli ultimi cento anni, a partire dal 1921, la popolazione residente si è ridotta del 75% .
Abitanti censiti

## Amministrazione

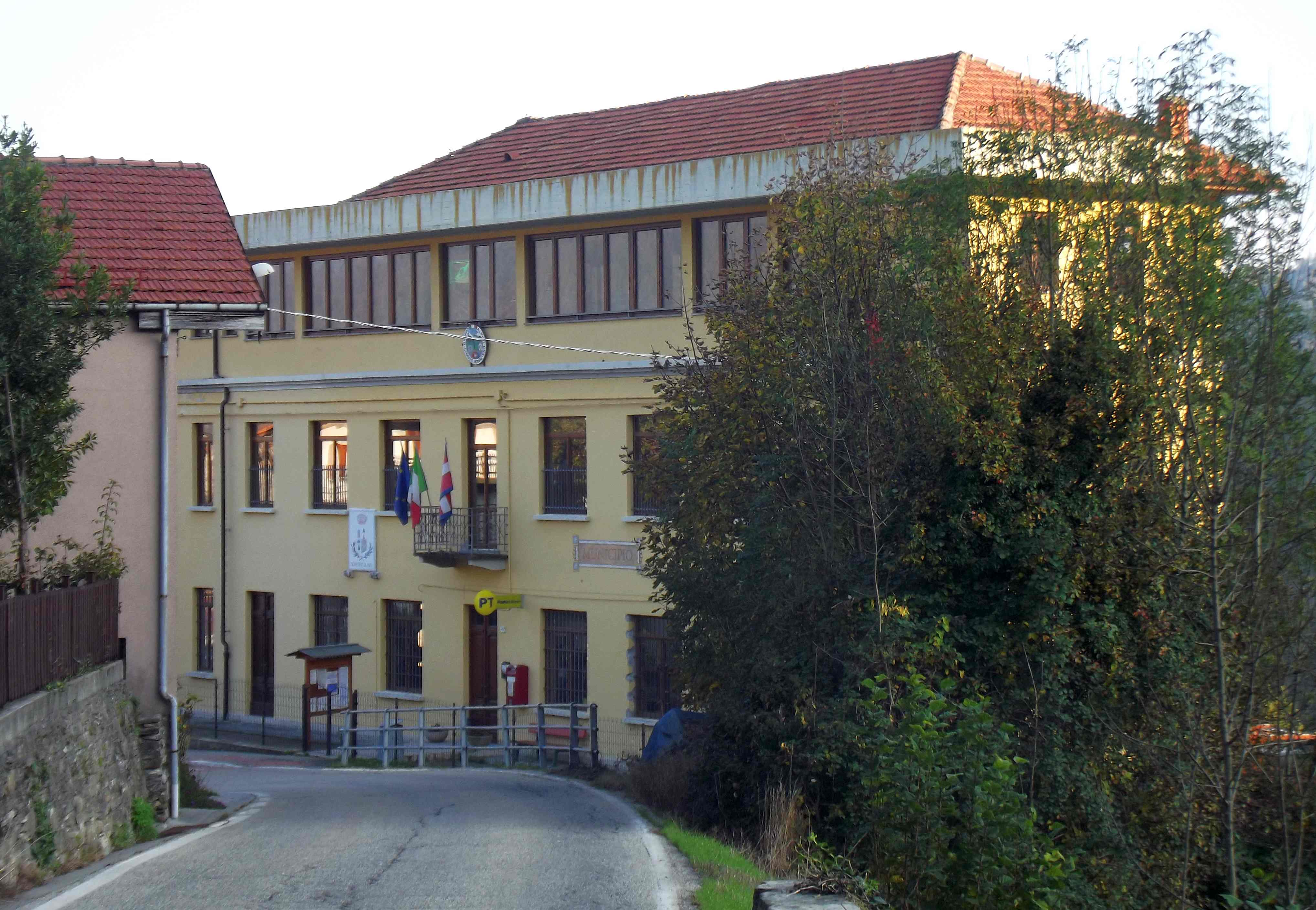
Il municipio

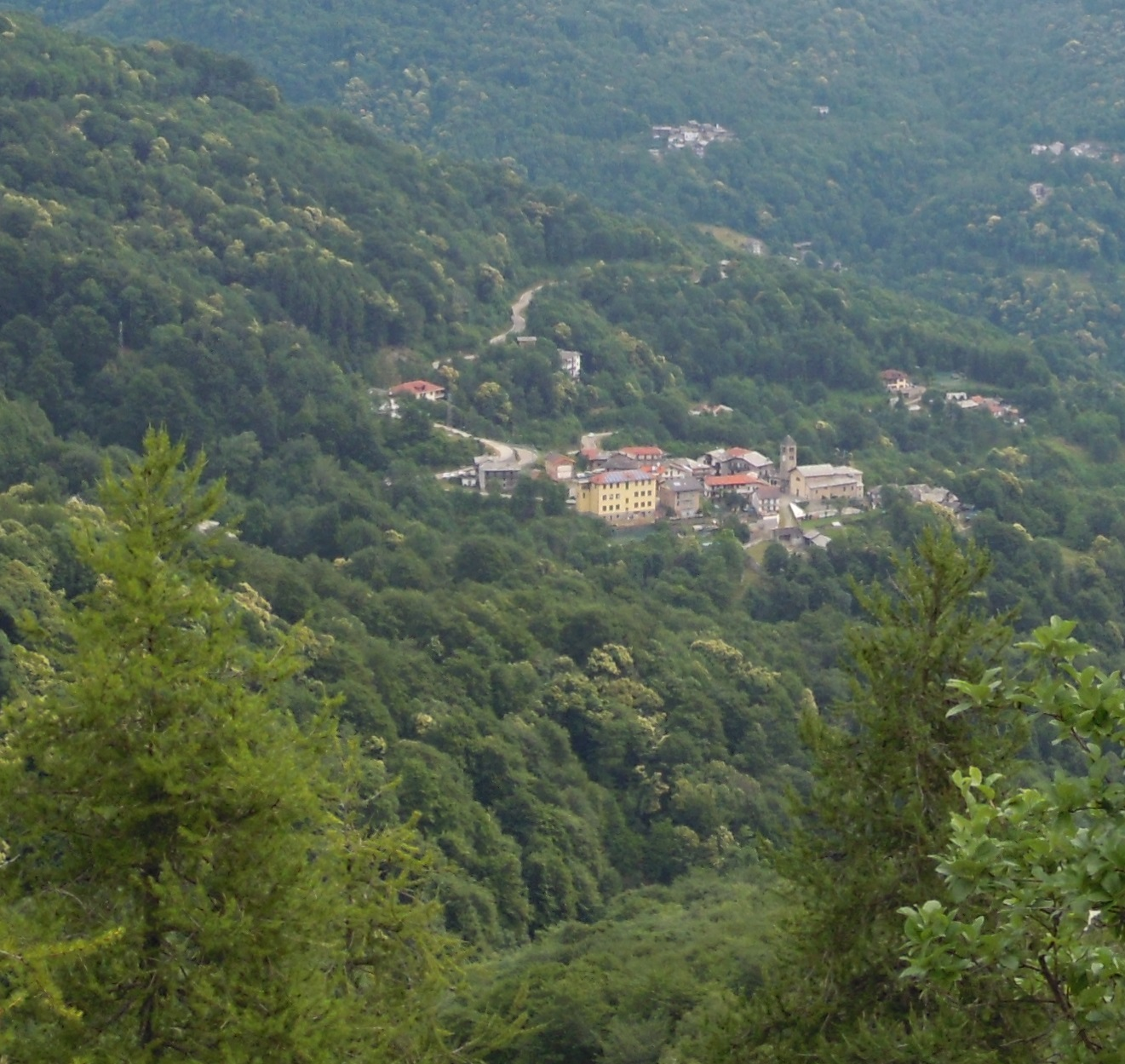
Il capoluogo da sotto Punta Serena

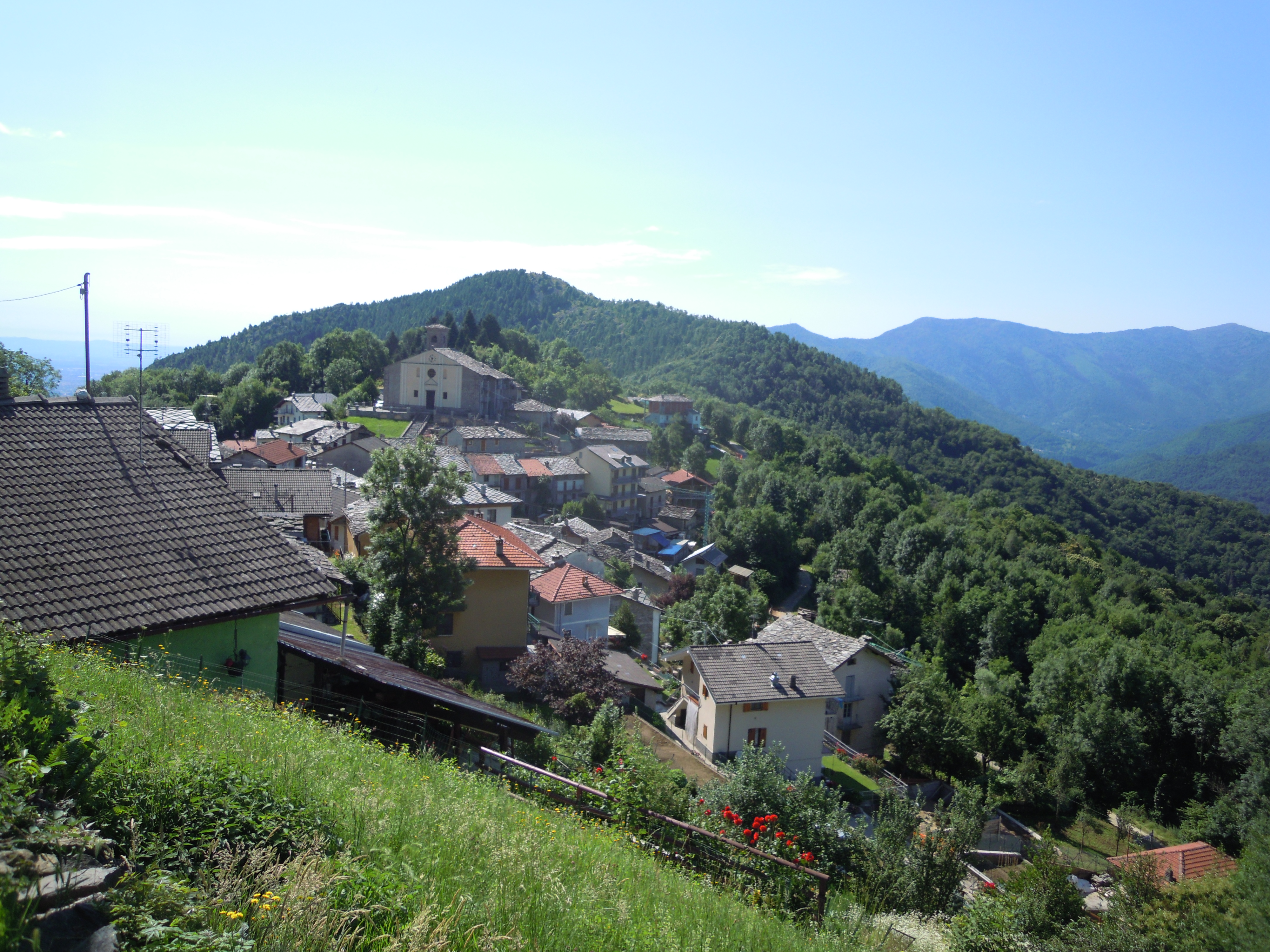
La frazione Chiaves si trova sullo spartiacque tra la valle Tesso e la valle della Stura di Lanzo; sullo sfondo Punta Serena

| Periodo | Periodo   | Primo cittadino    | Partito                          | Carica  | Note        |
| ------- | --------- | ------------------ | -------------------------------- | ------- | ----------- |
| 2004    | 2009      | Nicola Ferroglia   | lista civica                     | Sindaco |             |
| 2009    | 2014      | Nicola Ferroglia   | lista civica                     | Sindaco | II mandato  |
| 2014    | 2019      | Nicola Ferroglia   | lista civica Alpes               | Sindaco | III mandato |
| 2019    | in carica | Maurizio Togliatti | lista civica Valori e territorio | Sindaco |             |

### Altre informazioni amministrative
Il comune di Monastero di Lanzo fa parte dell'Unione dei Comuni montani delle Valli di Lanzo, Ceronda e Casternone, ex Comunità montana Valli di Lanzo, Ceronda e Casternone.